# Martina Boesler
Martina Boesler (n. 18 iunie 1957, Berlin, RDG) este o canotoare ce a reprezentat Republica Democrată Germană, medaliată olimpică. A participat la o ediție a Jocurilor Olimpice (1980) în care a câștigat o medalie de aur.

## Participări
Lista de mai jos prezintă principalele competiții la care a participat Martina Boesler de-a lungul carierei.
- canotaj la Jocurile Olimpice de Vară 1980 – 8 feminin[*][5]